# Brindleyit
Brindleyit (IMA-Symbol Bly) ist ein sehr selten vorkommendes Mineral aus der Mineralklasse der „Silikate und Germanate“ mit der chemischen Zusammensetzung (Ni,Al)3(Si,Al)2O5(OH)4 und damit chemisch gesehen ein Nickel-Aluminium-Silikat mit zusätzlichen Hydroxidionen. Die in den runden Klammern angegebenen Elemente Nickel und Aluminium beziehungsweise Silicium und Aluminium können sich dabei in der Formel jeweils gegenseitig vertreten (Substitution, Diadochie), stehen jedoch immer im selben Mengenverhältnis zu den anderen Bestandteilen des Minerals.
Brindleyit kristallisiert im monoklinen Kristallsystem, entwickelt jedoch nur winzige, bis etwa einen Mikrometer große, tafelige Kristalle mit schwach ausgeprägtem Habitus. Das Mineral ist durchscheinend und von dunkelgelbgrüner Farbe.

## Etymologie und Geschichte
Entdeckt wurde Brindleyit erstmals in der Marmara-Bauxit-Lagerstätte nahe Megara in der griechischen Region Attika. Die erste Beschreibung des Minerals erfolgte 1972 durch Z. Maksimovic, der das Mineral vermutlich aufgrund seiner Verwandtschaft als Nickel-Analogon von Amesit als Nimesit bezeichnen wollte. Dieser Name wurde allerdings von der International Mineralogical Association (IMA) nicht anerkannt, weil er zu Verwechslungen mit dem chemisch ähnlichen und ebenfalls zu den Schichtsilikaten gehörenden Nimit ((Ni,Mg,Al)6(Si,Al)4O10(OH)8) hätte führen können.
Eine erneute, zusammen mit David L. Bish verfasste Erstbeschreibung des Minerals unter dem Namen Brindleyit wurde 1975 bei der Prüfung durch die IMA vollständig anerkannt (interne Eingangs-Nr. der IMA: 1975-009a). Diese anerkannte Erstbeschreibung wurde 1978 im Fachmagazin American Mineralogist publiziert. Der neue Name des Minerals wurde zu Ehren von George William Brindley (1905–1983) gewählt, dem früheren Professor für Mineralogie und Festkörpertechnologie an der Pennsylvania State University. Brindley war Experte für Tonminerale und erhielt 1970 die Roebling-Medaille.
Das Typmaterial des Minerals wird in der Mineralogischen Sammlung des National Museum of Natural History (NMNH) in Washington, D.C. unter der Sammlungs-Nr. 136982 aufbewahrt.

## Klassifikation
In der letztmals 1977 überarbeiteten 8. Auflage der Mineralsystematik nach Strunz ist der Brindleyit noch nicht verzeichnet.
Im Lapis-Mineralienverzeichnis nach Stefan Weiß, das sich aus Rücksicht auf private Sammler und institutionelle Sammlungen noch nach dieser alten Form der Systematik richtet, erhielt das Mineral die System- und Mineral-Nr. VIII/H.27-170. In der „Lapis-Systematik“ entspricht dies der Klasse der „Silikate und Germanate“ und dort der Abteilung „Schichtsilikate“, wo Brindleyit zusammen mit Amesit, Antigorit, Berthierin, Carlosturanit, Chrysotil, Cronstedtit, Dozyit, Fraipontit, Greenalith, Guidottiit, Karpinskit, Karyopilit, Kellyit, Lizardit, Népouit und Pecorait die „Serpentingruppe“ bildet (Stand 2018).
Die von der IMA zuletzt 2009 aktualisierte 9. Auflage der Strunz’schen Mineralsystematik ordnet den Brindleyit ebenfalls in die Abteilung der „Schichtsilikate“ ein. Diese ist allerdings weiter unterteilt nach der Struktur der Schichten, so dass das Mineral entsprechend seinem Aufbau in der Unterabteilung „Schichtsilikate (Phyllosilikate) mit Kaolinitschichten, zusammengesetzt aus tetraedrischen und oktaedrischen Netzen“ zu finden ist, wo es zusammen mit Amesit, Antigorit, Berthierin, Chrysotil, Cronstedtit, Fraipontit, Greenalith, Karyopilit, Kellyit, Lizardit, Manandonit, Népouit und Pecorait die „Serpentingruppe“ mit der System-Nr. 9.ED.15 bildet.
Auch die vorwiegend im englischen Sprachraum gebräuchliche Systematik der Minerale nach Dana ordnet den Brindleyit in die Klasse der „Silikate und Germanate“ und dort in die Abteilung der „Schichtsilikatminerale“ ein. Hier ist er zusammen mit Amesit, Berthierin, Cronstedtit, Fraipontit, Kellyit und Manandonit in der „Serpentingruppe (Amesit-Untergruppe)“ mit der System-Nr. 71.01.02c innerhalb der Unterabteilung „Schichtsilikate: Schichten von sechsgliedrigen Ringen mit 1:1-Lagen“ zu finden.

## Kristallstruktur
Brindleyit kristallisiert monoklin mit den Gitterparametern a = 5,29 Å; b = 9,13 Å; c = 7,31 Å und β = 104,1° sowie einer Formeleinheit pro Elementarzelle. Kristallographische Daten zur Raumgruppe und damit zur Kristallklasse (Punktgruppe) sind bisher nicht bekannt.

## Bildung und Fundorte
Brindleyit findet sich in Form von Überkrustungen auf Kalkstein und als Äderchen in kaolinitischen Tonen innerhalb von Karst-Bauxit-Lagerstätten. Er ist zudem ein bedeutender Bestandteil von verwitterten ultramafischen Gesteinen. Als Begleitminerale können unter anderem verschiedene Bastnäsite sowie Malachit und Bayerit auftreten.
Brindleyit gehört zu den sehr seltenen Mineralbildungen und konnte nur in wenigen Proben nachgewiesen werden, wobei weltweit bisher nur sechs Fundstätten dokumentiert sind (Stand 2022). Seine Typlokalität, die Marmara-Bauxit-Lagerstätte bei Megara in Attika, ist dabei der bisher einzige bekannte Fundort in Griechenland.
Der bisher ebenfalls einzige Fundort in Deutschland ist der Steinbruch Caspar am Ettringer Bellerberg (Mayen-Koblenz-Kreis) in Rheinland-Pfalz.
Weitere bisher bekannte Fundorte sind die Baryt-Grube Faidallo in der Gemeinde Primaluna (Lombardei) in Italien, die berühmte „Tsumeb Mine“ (auch Tsumcorp Mine) nahe der gleichnamigen Stadt in Namibia, die Nickel-Grube Jelow (russisch Елов, englisch Elov Mine) im Kola-Massiv nahe Serow in der russischen Oblast Swerdlowsk am Ostrand des Uralgebirges und die Umgebung der Ranch Victorio im Luna County es US-Bundesstaates New Mexico.